# Iaso
Iaso (Oudgrieks: Ἰασώ, Iasō of Ἰησώ, Ieso) was de Griekse godin van herstel, genezing en remedies. Ze was een dochter van Asklepios en Epione.
Iaso en haar drie zussen stelden elk een facet van het werk van Asklepios voor: Panakeia was de godin van geneesmiddelen, Hygieia de godin van gezondheid en hygiëne, en Aglaia de godin van schoonheid. Zij had haar eigen cultus met offers en tempels. Daarnaast zijn er inscripties en votiefreliëfs van haar bewaard gebleven. Zij had geen mythologie.
Een deel van de tempel van Amphiaraos in Oropos was aan Iaso gewijd. Pausanias schreef er in de derde eeuw voor Christus het volgende over:
Het altaar bestaat uit delen. Eén deel is gewijd aan Herakles, Zeus en Apollo Paian, een tweede aan helden en vrouwen van helden, een derde aan Hestia en Hermes en Amphiaraos en de kinderen van Amphilochus. (...) Het vierde deel van het altaar is voor Aphrodite en Panakeia en verder voor Iaso, Hygieia, en Athena Hygieia. Het vijfde deel is gewijd aan de nimfen en Pan, en aan de rivieren Acheloös en Cephissus.
Volgens een andere versie was Iaso een dochter van Amphiaraos, maar is uiteindelijk toch als een van de dochters geportretteerd.